# Warrumbungle Shire
Koordinaten: 31° 26′ S, 149° 28′ O

Warrumbungle Shire ist ein lokales Verwaltungsgebiet (LGA) im australischen Bundesstaat New South Wales. Das Gebiet ist 12.372,12 km² groß und hat etwa 9.200 Einwohner.
Warrumbungle liegt in der North-Western-Region des Staates etwa 420 km nordwestlich der Metropole Sydney. Das Gebiet umfasst 32 Ortsteile und Ortschaften: Baradine, Binnaway, Bugaldie, Cobbora, Coolah, Coonabarabran, Dandry, Dunedoo, Goorianawa, Gowang, Kenebri, Leadville, Merrygoen, Mollyan, Neilrex, Nombi, Purlewaugh, Rocky Glen, Uarbry, Ulamambri, Weetaliba und Yarragrin sowie Teile von Birriwa, Cassilis, Elong Elong, Goolhi, Goolma, Goonoo Forest, Mendooran, Premer, Tallawang und Tambar Springs. Der Sitz des Shire Councils befindet sich in der Ortschaft Coonabarabran im Zentrum der LGA, wo etwa 3.500 Einwohner leben.

## Verwaltung
Der Warrumbungle Shire Council hat neun Mitglieder, die von den Bewohnern der LGA gewählt werden. Warrumbungle ist nicht in Bezirke untergliedert. Aus dem Kreis der Councillor rekrutiert sich auch der Mayor (Bürgermeister) des Councils.